# Bernd Posselt
Bernd Posselt (Pforzheim, 4 juni 1956) is een Duits politicus van christendemocratische signatuur. Hij is lid van de Beierse Christlich-Soziale Union (CSU) en de Europese Volkspartij en zetelt sinds 1994 als lid van de EVP-fractie in het Europees Parlement.
Bernd Posselt is lid van de Commissie buitenlandse zaken en de Delegatie voor de betrekkingen met Iran en plaatsvervangend lid van de Commissie cultuur en onderwijs en de Delegatie voor de betrekkingen met Albanië, Bosnië-Herzegovina, Servië, Montenegro en Kosovo. Hij was van 1999 tot 2002 ondervoorzitter van de Commissie burgerlijke vrijheden en binnenlandse zaken, van 2002 tot 2004 ondervoorzitter van de delegatie in de Gemengde Parlementaire Commissie EU-Tsjechië en van 1996 tot 1998 voorzitter van de interfractie-werkgroep minderheidstalen. Van deze werkgroep is hij sinds 2004 ondervoorzitter.
Posselt ijvert voor de rechten van Duitsers met voorouders uit het gebied van Sudetenland in Bohemen en Moravië en diegenen die verdreven werden na de Conferentie van Potsdam en door de naoorlogse regimes in Centraal Europa. Zijn streven, en dat van de Sudetendeutsche Landsmannschaft die hij sinds 2000 leidt, is de herroeping van de Beneš-decreten en het ongedaan maken van de onteigeningen die hiermee gepaard gingen, evenals het herstellen van andere gevolgen van de verdrijving van Duitsers na de Tweede Wereldoorlog. Als Europees parlementslid heeft hij - tevergeefs - lang tegen de toetreding van Tsjechië tot de Europese Unie in 2004 gestreden als zij niet eerst deze decreten zouden intrekken. Evenwel, zowel het Slowaakse parlement heeft op 20 september 2007 de Beneš-decreten bekrachtigd, als de Tsjechische regering heeft in het Verdrag van Lissabon van 2007 een extra bepaling laten opnemen dat het Handvest van de grondrechten van de Europese Unie niet gebruikt kan worden om de onteigeningen in het kader van de Beneš-decreten ongedaan te maken.

## Biografie
Bernd Posselt is een kind van Heimatvertriebene, etnische Duitsers die na de Tweede Wereldoorlog uit verschillende historisch Duitse gebieden werden verdreven. In 1998 werd hij president van de Paneuropa-Union Deutschland, de Duitse tak van de Paneuropese Unie.
Posselt was van 1996 tot 2005 lid van de diocesane raad van het aartsbisdom München en Freising en is sinds 1998 lid van de coördinatieraad van het Duits-Tsjechisch Dialoogforum.
De pro-Europese Posselt werd bij de Europese Parlementsverkiezingen van 2014 op de zesde plek gezet van de lijst van de CSU, die een meer euroskeptische campagne voerde. Hij werd niet herverkozen.
- Gemeinsame Normdatei: 11382307X
- International Standard Name Identifier: 0000 0000 5532 7183
- Library of Congress Control Number: n88083583
- Nationale Bibliotheek van Tsjechië: jo2006333906
- Virtual International Authority File: 699976
- WorldCat: E39PBJwX7kJdjmbxcKJkPRB9Dq